# 11. Landwehr-Division (Deutsches Kaiserreich)
Die 11. Landwehr-Division war ein Großverband der Preußischen Armee im Ersten Weltkrieg.

## Gliederung

### Kriegsgliederung vom 15. Februar 1915
- 33. Landwehr-Infanterie-Brigade
  - Landwehr-Infanterie-Regiment Nr. 75
  - Landwehr-Infanterie-Regiment Nr. 76
  - Landwehr-MG-Kompanie Nr. 75
  - Feld-MG-Zug Nr. 25
  - Festungs-MG-Zug/XX. Armee-Korps
- 70. Landwehr-Infanterie-Brigade
  - Landwehr-Infanterie-Regiment Nr. 5
  - Landwehr-Infanterie-Regiment Nr. 18
  - Feld-MG-Zug Nr. 13
  - Feld-MG-Zug Nr. 14
  - 3. Landwehr-Eskadron/Gardekorps
  - 1. Ersatz-Eskadron/XX. Armee-Korps
  - 1. Landwehr-Eskadron/IX. Armee-Korps
  - 1. und 2. Landwehr-Feldartillerie-Batterie/IX. Armee-Korps
  - 1. und 2. Landsturm-Feldartillerie-Batterie/XVII. Armee-Korps
  - Batterie Puttkammer/Reserve-Feldartillerie-Regiment Nr. 4
  - 7. und 8. Batterie/Fußartillerie-Regiment „von Linger“ (Ostpreußisches) Nr. 1

### Kriegsgliederung vom 8. Mai 1918
- 33. Landwehr-Infanterie-Brigade
  - Landwehr-Infanterie-Regiment Nr. 75
  - Landwehr-Infanterie-Regiment Nr. 76
- 70. Landwehr-Infanterie-Brigade
  - Landwehr-Infanterie-Regiment Nr. 18
  - Infanterieregiment Nr. 424
  - Radfahr-Kompanie Nr. 780
  - 1. Eskadron/Dragoner-Regiment „von Wedel“ (Pommersches) Nr. 11
- Artillerie-Kommandeur Nr. 131
  - Reserve-Feldartillerie-Regiment Nr. 98
- Divisions-Nachrichten-Kommandeur Nr. 511

## Gefechtskalender
Die Division wurde am 5. Februar 1915 an der Ostfront zusammengestellt und kam ausschließlich dort zum Einsatz. Über den Waffenstillstand hinaus verblieb der Verband hier und beteiligte sich dann an der Besetzung der Ukraine.

### 1915
- 07. bis 22. Februar – Winterschlacht in Masuren
- 19. Februar bis 10. August – Stellungskämpfe vor Lomsha-Osowiec
- 13. Juli bis 26. August – Narew-Bobr-Schlacht
  - 6. August – Angriff auf die Festung Osowiec („Kampf der toten Männer“)
- 27. August bis 2. September – Eroberung von Grodno
- 01. bis 30. September – Verfolgung vom Njemen zur Beresina
- ab 30. September – Stellungskämpfe an der Beresina, Olschanka und Krewljanka

### 1916
- Stellungskämpfe an der Beresina, Olschanka und Krewljanka

### 1917
- bis 30. Juli – Stellungskämpfe an der Beresina, Olschanka und Krewljanka
  - 21. März – Angriffsgefecht bei Saberesina
- 01. Juli bis 17. September – Stellungskämpfe am Serwetsch, Njemen, an der Beresina, Olschanka und Krewljanka
  - 19. bis 27. Juli – Abwehrschlacht Smorgon-Krewo
- 18. September bis 5. Dezember – Stellungskämpfe zwischen Njemen, Beresina, Krewo-Smorgon, Narotsch-See, Tweretsch
- 06. bis 17. Dezember – Waffenruhe
- ab 17. Dezember – Waffenstillstand

### 1918
- bis 18. Februar – Waffenstillstand
- 18. Februar bis 3. März – Verfolgungskämpfe durch Weißruthenien
- 03. bis 21. März – Okkupation großrussischen Gebietes
- 22. März bis 21. Juni – Kämpfe zur Unterstützung der Ukraine
  - 19. bis 26. April – Kämpfe um Korenjewo
  - 23. Mai – Einnahme von Walujki
- 22. Juni bis 15. November – Besetzung der Ukraine
- ab 16. November – Räumung der Ukraine

### 1919
- bis 16. März – Räumung der Ukraine

## Kommandeure
| Dienstgrad                   | Name                   | Datum                                   |
| ---------------------------- | ---------------------- | --------------------------------------- |
| Würt. General der Infanterie | Rudolf von Freudenberg | 05. Februar 1915 bis 19. November 1916  |
| Generalleutnant              | Eduard von Adriani     | 20. November 1916 bis 3. September 1918 |
| Generalmajor                 | Edwin von Treschow     | 04. September 1918 bis 13. Februar 1919 |